# 亞魯馬爾
亞魯馬爾（西班牙語：Yarumal）是哥倫比亞安蒂奧基亞省的城鎮，位於該國西北部，距離首府麥德林120公里，始建於1787年，面積724平方公里，海拔高度2,300米，2005年人口41,240。
7°00′N 75°30′W / 7.000°N 75.500°W